# Bathycadulus
Bathycadulus là một chi động vật thân mềm thuộc họ Gadilidae.
Các loài của chi này được tìm thấy ở Châu Âu, Nam Phi và Úc.
Các loài:
- Bathycadulus fabrizioi Scarabino, 1995
- Bathycadulus hendersoni Scarabino, Caetano & Carranza, 2011
- Bathycadulus queirosi Scarabino, Caetano & Carranza, 2011
- Bathycadulus segonzaci Scarabino, Caetano & Carranza, 2011